# Cœur de Pirate
Béatrice Martin (22 de septiembre de 1989, Montreal) conocida por su nombre artístico Cœur de Pirate (en francés: «Corazón de Pirata»), es una música y cantautora canadiense.
Cœur de Pirate inició su carrera musical a nivel profesional con el lanzamiento de su primer álbum de estudio homónimo el 16 de septiembre de 2008 en Quebec y el 20 de abril de 2009 en Francia. Fue seguido por su segundo álbum, Blonde, lanzado en noviembre de 2011.

## Primeros años y álbum debut
Cœur de Pirate comenzó a tocar el piano cuando tenía sólo tres años de edad. A los nueve años, ingresó al Conservatorio de Música de Montreal, en donde permaneció hasta que cumplió catorce años de edad, y más tarde se desempeñó como tecladista en la banda post-hardcore December Strikes First cuando tenía 15 años de edad. Después de una breve experiencia como tecladista de Bonjour Brumarie, lanzó su álbum debut titulado Cœur de Pirate en 2008 con el sello discográfico Grosse Boîte. El álbum fue nominado posteriormente para el premio al Mejor Álbum Francófono del Año en los Juno Awards de 2009.
Martin atrajo la mayor atención de los medios en febrero de 2009, cuando Francis Vachon, un fotógrafo de la ciudad de Quebec, usó su canción "Ensemble" como la banda sonora de un popular vídeo de YouTube que muestra a su hijo jugando con juguetes.
En marzo de 2009, Martin comenzó un proyecto paralelo inglés se llamado Pearls, pero no lo ha continuado desde entonces. Se la vio actuando con Jay Malinowski en mayo de 2010 en Q, y habló de colaborar con él en el futuro. En junio de 2009, Martin hizo una aparición especial del show de radio de CBC, Radio Q con Jian Ghomeshi, donde cantó su sencillo "Ensemble" y una nueva canción, titulada "Place de la République". En 2009 colaboró con Coca-Cola, patrocinador de los Juegos Olímpicos de Invierno en Vancouver, escribiendo una canción, titulada "Ouvre du bonheur", para una campaña publicitaria para Canadá.

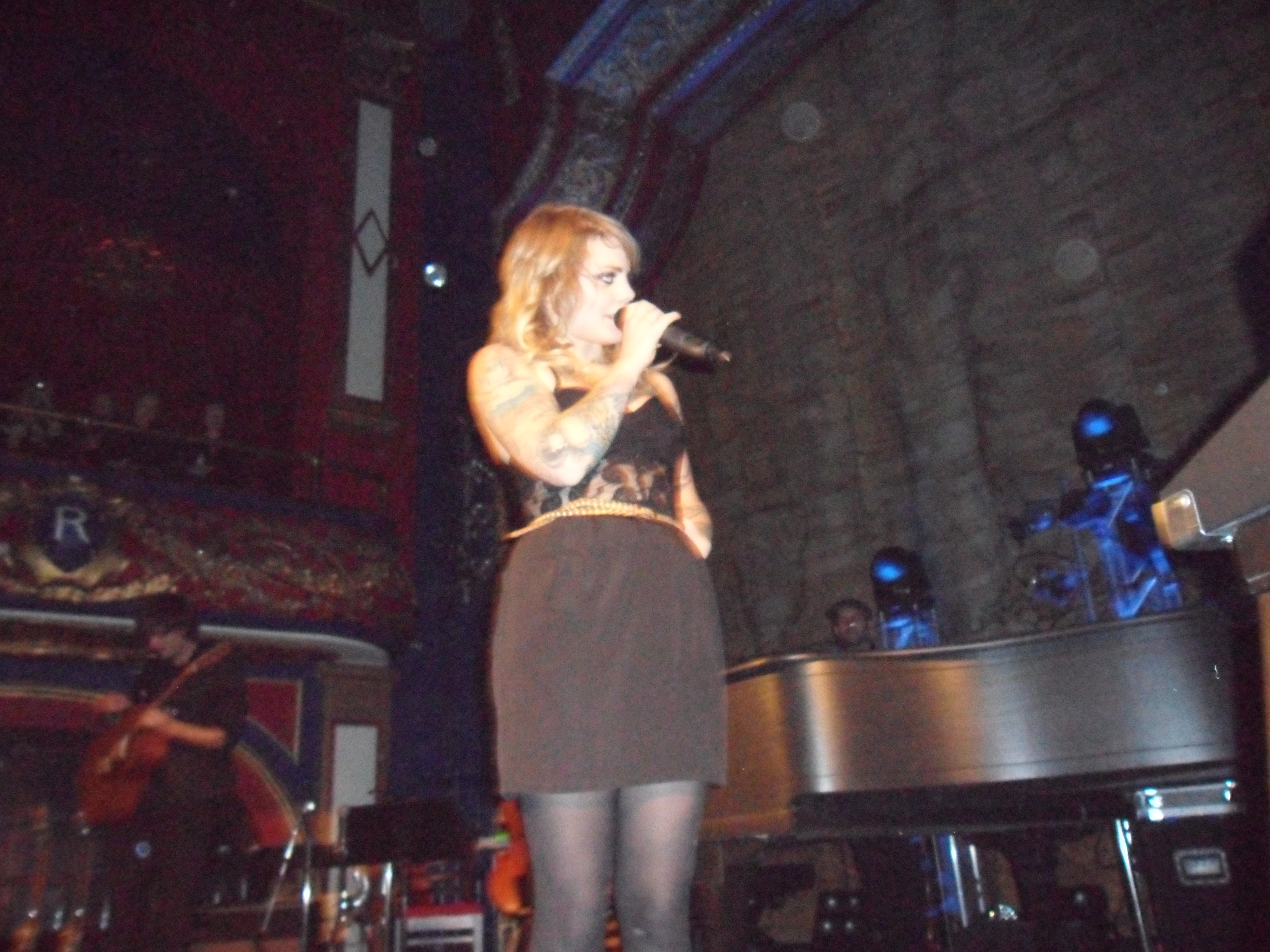
Cœur de Pirate en vivo, noviembre de 2011

### Proyectos Pearl y Armistice (2009 - 2011)
Cœur de Pirate recibió un premio "Bucky" por parte de la CBC Radio 3 por votación del público en 2009 y su canción "Comme des enfants", recibió otro premio "Bucky" ese mismo año. En noviembre de 2009, ella ganó el premio Félix de la ADISQ como "Revelación del Año". En marzo de 2010, Coeur de Pirate recibió el premio a la mejor canción original por "Comme des enfants" en el Victoires de la Musique, el equivalente francés de los Grammy.
En 2010, Cœur de Pirate apareció en "Brutal Hearts", una canción del álbum de Bedouin Soundclash, Light The Horizon (su primera canción en inglés), y contribuyó con una canción nueva, "La Reine", para la edición 2010 de Great Canadian Song Quest. Martin, Jay Malinowski y varios miembros de la banda de rock estadounidense The Bronx posteriormente colaboraron en un EP de cinco canciones bajo el nombre de Armistice, que fue lanzado el 15 de febrero de 2011.
El 27 de marzo de 2011, Cœur de Pirate reveló a través de su página de Facebook que iba a volver al estudio para comenzar a trabajar en su segundo álbum al día siguiente. Confirmó el 12 de septiembre de 2011 que su próximo álbum, titulado Blonde, sería lanzado a la venta el 7 de noviembre de 2011. El 18 de enero de 2012 grabó con la banda Revolver à Taratata un homenaje a los Bee Gees que se emitió en marzo de 2012.

### Blondey gira internacional (2011 - presente)
El segundo álbum de estudio de Cœur de Pirate, Blonde, fue lanzado el 7 de noviembre de 2011, en versión digital y copias físicas, y las canciones "Adieu" y "Golden Baby" fueron lanzadas como sencillos de este disco.
Después de anunciar su embarazo en febrero de 2012, Martin dejó de viajar durante el segundo semestre del año y dio a luz a una niña en septiembre. A principios de 2013, regresó de su pausa con un video musical de "Place de la République", el primero para el que actuó como directora, y comenzó una gira internacional a partir de marzo.
En 2013, grabó la música para la quinta temporada de la serie de drama de Trauma de Canadá, con una banda sonora que fue estrenada el 14 de enero de 2014.
En 2014, grabó la banda sonora para el juego Child of Light de Ubisoft Montreal.

## Colaboraciones
Cœur de Pirate ha aparecido en concierto con el cantante francés Julien Doré, para la realización de un dúo de la canción de Rihanna, "Umbrella". En 2009, grabó una nueva versión de su canción "Pour un Infidèle", con Doré. Ellos aparecieron juntos en el video musical de la canción como una pareja de celebridades de la década de 1960. 
Cœur de Pirate contribuyó con su voz en "Brutal Hearts", la cuarta pista en el álbum Light The Horizon de Bedouin Soundclash. El vocalista Jay Malinowski y Cœur de Pirate posteriormente colaboraron en el marco del proyecto Armistice, lanzando una EP de cinco canciones el 11 de febrero de 2011.
| Año  | Sencillo        | Artista                  | Álbum                    |
| ---- | --------------- | ------------------------ | ------------------------ |
| 2009 | Des maisons     | Aucun artiste spécifique | Génération Passe-Partout |
| 2010 | Dans tes rêves  | Omnikrom                 | Comme à la télévision    |
| 2010 | Voilà les anges | Nouvelle Vague           | Couleurs sur Paris       |
| 2010 | Brutal Hearts   | Bedouin Soundclash       | Light the Horizon        |
| 2011 | Noël Blanc      | Michel Legrand           | Noël ! Noël !! Noël !!!  |
| 2013 | Hélène          | Roch Voisine             | Duophonique              |
| 2013 | Peace Sign      | Lights                   | Siberia Acoustic         |

## Discografía

### Cœur de Pirate
| Año  | Álbum |
| ---- | --- |
| 2008 | Cœur de Pirate (Versión canadiense) - Lanzamiento: 16 de septiembre de 2008 - Sello: Grosse Boîte                  |
| 2009 | Cœur de Pirate (Versión francesa) - Lanzamiento: 11 de mayo de 2009 - Sello: Disques Barclay                       |
| 2011 | Blonde - Lanzamiento: 8 de noviembre de 2011 - Sello: Grosse Boîte                                                 |
| 2014 | Trauma - Lanzamiento: 14 de enero de 2014 - Sello: Dare to Care                                                    |
| 2014 | Child of Light (Soundtrack del videojuego Child of Light) - Lanzamiento: 29 de abril de 2014 - Sello: Dare to Care |
| 2015 | Roses - Lanzamiento: 28 de agosto de 2015 - sello: Dare to Care                                                    |
| 2021 | Perséides - Lanzamiento: 30 de abril de 2021 - sello: Bravo Musique                                                |

### Armistice
| Año  | Álbum                                                                |
| ---- | -------------------------------------------------------------------- |
| 2011 | Armistice - Lanzamiento: 15 de febrero de 2011 - Sello: Grosse Boîte |

## Sencillos
| Año  | Sencillo                           | Videoclip | Mejor posición | Mejor posición | Mejor posición | Mejor posición | Mejor posición | Álbum          |
| Año  | Sencillo                           | Videoclip | Quebec         | Francia        | Francia (TL)   | Bélgica        | Suiza          | Álbum          |
| ---- | ---------------------------------- | --------- | -------------- | -------------- | -------------- | -------------- | -------------- | -------------- |
| 2009 | Ensemble                           | Sí        |                |                | 122            | 40             |                | Cœur de Pirate |
| 2009 | Comme des enfants                  | Sí        |                | 4              | 5              | 2              | 62             | Cœur de Pirate |
| 2009 | Pour un infidèle (con Julien Doré) | Sí        |                | 1              | 6              | 8              | 43             | Cœur de Pirate |
| 2009 | Pour un infidèle (con Jimmy Hunt)  | Sí        |                |                |                |                |                | Cœur de Pirate |
| 2010 | Francis                            | Sí        |                |                |                |                |                | Cœur de Pirate |
| 2011 | Adieu                              | Sí        |                | 60             | 28             | 27             |                | Blonde         |
| 2012 | Golden Baby                        | Sí        |                | 94             |                | 3              |                | Blonde         |
| 2013 | Place de la Republique             | Sí        |                |                |                |                |                | Blonde         |
| 2014 | You Know I'm No Good               | Sí        |                |                |                |                |                | Trauma         |
| 2015 | Carry On / Oublie-moi              | Sí        |                |                |                |                |                | Roses          |
| 2015 | Crier tout bas                     | Sí        |                |                |                |                |                | Roses          |

## Premios y nominaciones
| Año  | Premio                  | Categoría                     | Trabajo nominado   | Resultado |
| ---- | ----------------------- | ----------------------------- | ------------------ | --------- |
| 2009 | Premio Félix            | Intérprete Femenina           | Cœur de Pirate     | Nominada  |
| 2009 | Premio Félix            | Álbum popular                 | Cœur de Pirate     | Nominada  |
| 2009 | Premio Félix            | Revelación del Año            | Cœur de Pirate     | Ganadora  |
| 2010 | NRJ Music Awards        | Canción Francesa del Año      | «Ensamble»         | Nominada  |
| 2010 | NRJ Music Awards        | Revelación Francófona del Año | Cœur de Pirate     | Nominada  |
| 2010 | Victoires de la Musique | Revelación Francesa del Año   | Cœur de Pirate     | Nominada  |
| 2011 | Premio Félix            | Intérprete Femenina           | Cœur de Pirate     | Nominada  |
| 2011 | Premio Félix            | Videoclip del Año             | «Pour un Infidèle» | Nominada  |
| 2011 | Victoires de la Musique | Álbum del Año                 | Blonde             | Nominada  |

### Canadian Independent Music Awards
| Año  | Nominación     | Categoría                               | Resultado |
| ---- | -------------- | --------------------------------------- | --------- |
| 2009 | Cœur de pirate | Artista o Grupo Francófono del Año      | Nominada  |
| 2010 | Cœur de pirate | Artista Favorito                        | Nominada  |
| 2012 | Cœur de pirate | Artista, Dúo o Grupo Francófono del Año | Ganadora  |
| 2012 | Cœur de pirate | Artista Favorito                        | Nominada  |
| 2012 | "Adieu"        | Video del Año                           | Nominada  |